# Papilio oenomanus
Papilio oenomanus is een vlinder uit de familie van de pages (Papilionidae). De wetenschappelijke naam van de soort is voor het eerst geldig gepubliceerd in 1819 door Jean-Baptiste Godart.